# Hermelange
Hermelange – miejscowość i gmina we Francji, w regionie Grand Est, w departamencie Mozela.
Według danych na rok 1990 gminę zamieszkiwało 191 osób, a gęstość zaludnienia wynosiła 74 osoby/km² (wśród 2335 gmin Lotaryngii Hermelange plasuje się na 854. miejscu pod względem liczby ludności, natomiast pod względem powierzchni na miejscu 1200.).